# Henri Norre
Henri Norre est un « écrivain-paysan » français, né à Mazirat (Allier) le 24 novembre 1859 et mort à Cendrieux (Dordogne) le 19 avril 1940.

## Biographie
Né dans une famille de cultivateurs, cultivateur lui-même, après avoir été apprenti chez un charpentier-charron, il a su mettre en valeur dans la Creuse puis par la suite en Dordogne des petites propriétés de médiocre valeur par l'utilisation de techniques de culture novatrices.
Totalement autodidacte, il est l'auteur de « la première grande autobiographie de paysan », dans laquelle, fier de son parcours, il se donne en exemple de réussite aux autres paysans.
La retraite d'un paysan a été repris de manière développée dans Comment j'ai vaincu la misère, publié sous le nom de Benoît Piegeay en 1932, dans les « Cahiers bleus » des éditions Valois. Le texte a été réédité en 1944, après la mort d'Henri Norre, sous son véritable nom, avec une présentation d'Émile Guillaumin, ami de Norre depuis plus de trente ans.

## Œuvres
- La retraite d'un cultivateur, Paris, E. Figuière, 1914, X-26 p.
- Comment j'ai vaincu la misère, souvenirs et réflexions d'un paysan présentés par Émile Guillaumin, Paris, Éditions Balzac, 1944, IV-239 p.